# Tyczek (rejon kamionecki)
Tyczek (ukr. Тичок) – wieś na Ukrainie w rejonie kamioneckim obwodu lwowskiego.